# Kader Abdolah

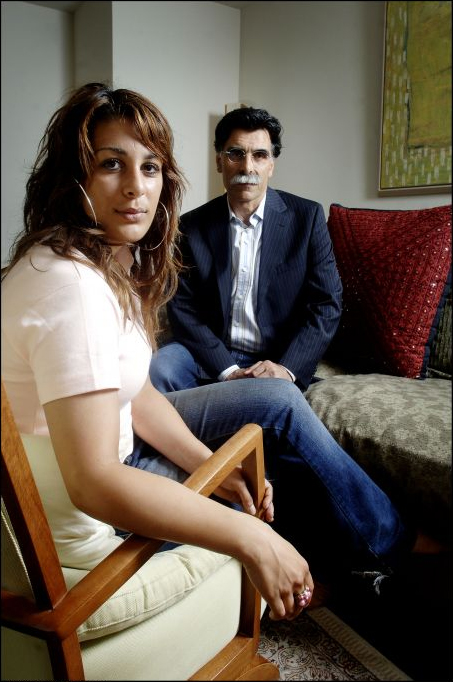
Kader Abdolah e sua filha Bahar Abdolah

Kader Abdolah escutarⓘ(persa: قادر عبدالله, Arak, Irã, 12 de dezembro de 1954) é um escritor, poeta e colunista persa-neerlandês. Ele tem escrito livros e muitos artigos em neerlandês e é conhecido pelo uso de itens da literatura persa em suas obras neerlandesas. Ele também aparece regularmente em canais de TV neerlandeses.
Kader Abdolah é o pseudônimo de Hossein Sadjadi Ghaemmaghami Farahani (persa: حسین سجادی قائم‌مقامی فراهانی).

## Carreira
Kader Abdolah estudou física em Teerã. Ele se afiliou ao movimento esquerdista, opondo-se ao regime do xá Pahvali – e mais tarde ao de Ruhollah Khomeini. Ele fugiu para os Países Baixos como refugiado político em 1988. Em 2006, ele era escritor em residência na Universidade de Leiden. Atualmente ele mora em Delft, escrevendo sob um pseudônimo composto pelos nomes de dois amigos executados.
Het huis van de moskee (A casa da mesquita) catapultou Abdolah para as listas de bestseller neerlandeses. A obra foi votada o segundo melhor romance neerlandês de todos os tempos.

## Livros
- 1993 – De adelaars
- 1995 – De meisjes en de partizanen
- 1997 – De reis van de lege flessen
- 1998 – Mirza
- 2000 – Spijkerschrift
- 2001 – De koffer
- 2001 – Een tuin in zee
- 2002 – Kélilé en Demné
- 2002 – Sophia's droë vrugte
- 2003 – Portretten en een oude droom
- 2003 – Karavaan
- 2005 – Het huis van de moskee (A Casa da Mesquita)[1]
- 2008 – De boodschapper en de Koran (Dois volumes vendidos juntos: De boodschapper (O Mensageiro) – sobre a vida do profeta Maomé e a tradução de Abdolah do Corão para o neerlandês)
- 2011 – De koning
- 2011 – De kraai

## Honras e prêmios
- Gouden Ezelsoor (Orelha de Macaco de Ouro) pela coleção de contos De adelaars, recebido em 1994.
- E. du Perron Prize de 2000 por seu romance Spijkerschrift.[2]
- Cavaleiro da Ordem do Leão Neerlandês (neerlandês: Ridder in de Orde van de Nederlandse Leeuw) em 2000.[3]
- Cavaleiro da Ordem Francesa de Artes e Literatura (francês: Chevalier dans l’Ordre des Arts et des Lettres) em 2008.[3][4]
- Doutor honorário pela Universidade de Groningen em 2009.[5]